# OnlyFans
OnlyFans (в переводе с англ. — «Только фанаты») — сервис подписки на контент. Штаб-квартира компании находится в Лондоне.
Создатели контента могут зарабатывать деньги на пользователях, которые подписываются на их контент — «фанатах». Сервис популярен в индустрии развлечений для взрослых, но также пользуются им тренеры, фитнес-инструкторы, музыканты. Это позволяет создателям контента получать финансирование непосредственно от своих поклонников на ежемесячной основе, а также от чаевых и функции pay-per-view (PPV).
На август 2021 года на OnlyFans зарегистрировано 2 млн создателей контента и 130 млн пользователей.

## Бизнес-модель
Подписчик (то есть поклонник) создателя контента может просматривать его контент в обмен на ежемесячный членский взнос. Компания платит 80% собранных сборов создателю контента, а остальные 20% удерживает. После оплаты торговых и процессинговых сборов доля компании составляет около 12%.

## История
OnlyFans появилась в 2016 году как социальная сеть для исполнителей, чтобы их подписчики за ежемесячную плату видели клипы и фотографии.
В октябре 2018 года Леонид Радвинский, владелец MyFreeCams, стал владельцем более 75% акций материнской компании Fenix International Limited, став директором в ноябре 2018 года.
В конце мая 2019 года OnlyFans ввёл дополнительную защиту в процесс верификации учётной записи: теперь создатель должен предоставить селфи-снимок с документом, удостоверяющим личность.
В апреле 2020 года BBC Three опубликовала документальный фильм-расследование о сайте.
По состоянию на май 2020 года сайт насчитывал 24 млн зарегистрированных пользователей и утверждал, что выплатил $725 млн почти полумиллиону (примерно 450 000) создателей контента.
В мае 2020 года генеральный директор Тим Стокли сказал BuzzFeed News: «Сайт посещают около 200 тысяч новых пользователей каждые 24 часа. Каждый день регистрируются от семи до восьми тысяч новых создателей контента».
Белла Торн установила новый рекорд OnlyFans, заработав более $1 млн в течение 24 часов после присоединения к платформе в августе 2020 года и более $2 млн менее чем за неделю. Её деятельность на OnlyFans вызвала споры после того, как она якобы пообещала обнаженные фотографии за $200, но вместо этого предоставила только фотографии в нижнем белье, что привело к целому ряду возвратов денег. После этого инцидента были введены новые ограничения, ограничивающие сумму, которую другие авторы на платформе могут взимать и как быстро они могут получить оплату, хотя OnlyFans заявила, что эти ограничения не связаны с Торн, а являются частью «эволюционного процесса». Действия Торн вызвали негативную реакцию среди работников секс-индустрии, которые посчитали, что Торн эгоистично присвоила их профессию.
Bhad Bhabie побила рекорд Торн в апреле 2021 года, заработав более $1 млн за первые 6 часов. Это событие вызвало критику в социальных сетях, учитывая, что неделей ранее ей исполнилось 18 лет.
Сайт подвергался критике за размещение материалов о сексуальном насилии над детьми, хотя американский Национальный центр по сексуальной эксплуатации сообщает о ничтожно малом количестве инцидентов по сравнению с Facebook. Кампания по расследованию деятельности OnlyFans началась в Конгрессе США в августе 2021 года. 19 августа 2021 года было сообщено, что с октября 2021 года OnlyFans больше не будет допускать материалы сексуального характера из-за давления со стороны банков, но это решение было отменено шесть дней спустя из-за реакции пользователей и создателей.
В декабре 2021 года Тим Стокли объявил, что покидает свой пост CEO и что его сменит Амрапали Ган.
28 февраля 2022 года компания присоединилась к бойкоту России и Беларуси: моделям из этих стран заморозили доступ к счетам, а пользователи потеряли возможность подписываться на их аккаунты или продлевать подписку. В то же время, моделям из Украины разрешено вести активность на сервисе.

## Использование
Порнография разрешена. Сайт в основном используется порномоделями, также зарегистрированы шеф-повара, любители фитнеса, музыканты и другие производители контента.